# 芋川親守
芋川 親守（いもかわ ちかもり）は、戦国時代から安土桃山時代にかけての武将。甲斐武田氏の家臣。守親とも伝わる。

## 生涯
通称は彦大夫。
武田勝頼に仕え、天正3年（1575年）5月21日の長篠の戦いで戦死した（『上杉年譜』）。
子の元親は兄の親正に引き取られ、慶長13年（1608年）に親正が死去した後、芋川家の家督を相続した。親守の子孫は米沢藩の上杉氏に仕えて藩士として存続した。